# Příčné vlnění

Příčné rovinné vlny s lineární polarizací, tj. oscilující pouze ve směru osy y.
Podobné vlny se mohou objevit na vodní hladině,
i když striktně řečeno vlny na vodě mají i malou složku podélnou.

Světelné vlnění je příkladem příčného elektromagnetického vlnění; tvar vln je jedním z sinusových rovinných vln, které jsou řešením elektromagnetické vlnové rovnice.

Šíření příčné kulové vlny ve dvojrozměrném rastru (empirický model)

Příčné vlnění je postupné vlnění, u něhož dochází k oscilaci ve směru kolmém na směr přenosu energie (nebo šíření vlnění). Lze si jej představit jako zvlnění vodní hladiny nebo vlny na struně.
Pokud se příčné vlnění šíří ve směru osy x, jeho oscilace mohou být v libovolném směru, který leží v rovině y–z.
Příkladem příčného vlnění je světlo, zatímco šíření zvuku vzduchem je vlnění podélné.

## Názorný příklad
Příčné vlnění jsou vlny, které oscilují kolmo ke směru šíření. Dobrou představu o příčném vlnění lze získat, pokud použijeme pružnou šňůru nebo hadici, jejíž jeden konec upevníme ve výši přibližně jednoho metru nad zemí a druhý držíme v ruce tak, aby šňůra byla přibližně vodorovně, nikde se nedotýkala země nebo jiných předmětů a byla mírně napjatá. Příčné vlnění lze pak vytvořit pohyby ruky, například nahoru a dolů. Zatímco vlnění se šíří po šňůře od ruky k místu upevnění, jednotlivé body šňůry se pohybují nahoru a dolů.

### Polarizované vlnění
Dvourozměrné příčné vlnění vykazuje jev nazývaný polarizace. Ve výše uvedením příkladě lze rukou pohybovat v přímém směru, například nahoru a dolů, nebo do stran, čímž vzniká lineárně polarizované vlnění.
Důležité je, že existují dva nezávislé směry, v nichž se může dít vlnění. V tomto případě se jedná o směry Y a Z uvedené výše, zatímco vlnění se šíří ve směru osy X. Naproti tomu u podélného vlnění, při kterém dochází ke kmitání ve směru šíření, polarizace není možná.
Vlnění lze vyvolat i krouživým pohybem rukou; při kroužení ruky ve směru hodinových ručiček vznikne vlnění ve tvaru levotočivé šroubovice, které se šíří od ruky; naopak při kroužení rukou proti směru hodinových ručiček vznikne pravotočivá šroubovice. Vlnění vytvořené krouživým pohybem ruky po kružnici nebo elipse je kruhově nebo elipticky polarizované.

### Elektromagnetické vlnění
Světlo a elektromagnetické vlnění obecně je také příčné vlnění.
Jednou z teorií popisujících vlastnosti světla je geometrická neboli paprsková optika, která vychází z představy světelného paprsku jako idealizovaného úzkého svazku záření. Geometrická optika při modelování šíření světla optickou soustavou rozděluje reálné světelné pole na diskrétní paprsky, jejichž šíření lze vypočítat, znázornit na obrázku nebo modelovat na počítači pomocí techniky sledování paprsku.
Světelný paprsek je přímka nebo křivka, která je v každém bodě kolmá na světelné vlnoplochy (a je proto souběžná s vektorem vlnění). Na rozhraní dvou různých prostředí se světelné paprsky ohýbají, a v médiu, jehož index lomu se mění se zakřivují. Pro popis, jak se paprsky šíří optickou soustavou slouží geometrická optika.
Paprsková teorie však neumí vysvětlit jevy jako je interference a difrakce, které vyžaduje vlnovou teorii (zahrnující fázi vlny).
V případě elektromagnetického vlnění je situace o to složitější, že toto vlnění má složku elektrickou a magnetickou, které jsou na sebe vždy navzájem kolmé.